# Episomacris gruneri
Episomacris gruneri är en insektsart som först beskrevs av Marius Descamps och Christiane Amédégnato 1970.  Episomacris gruneri ingår i släktet Episomacris och familjen gräshoppor. Inga underarter finns listade i Catalogue of Life.